# All Fall Down (álbum)
All Fall Down es un álbum de estudio por la banda de ska-punk Against All Authority. El álbum fue lanzado en 1998.

## Listado de canciones
1. "All Fall Down" – 2:11
2. "12:00 AM" – 2:38
3. "Justification" – 2:16
4. "Keep Trying" – 1:47
5. "At Our Expense" – 2:15
6. "Stand in Line" – 2:03
7. "Toby" – 1:16
8. "We Don't Need You" – 1:33
9. "The Mayhem & The Pain" – 1:51
10. "Louder Than Words" – 2:02
11. "What the Fuck'd You Expect?" – 2:15
12. "Daddy's Little Girl" – 1:21
13. "Sk8 Rock" – 1:39
14. "Watered Down & Passive" – 1:59
15. "When The Rain Begins to Fall" – 1:50

- Datos: Q2837474